# Denis Leifeld

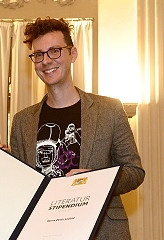
Denis Leifeld (2014)

Denis Leifeld (* 16. Juli 1982 in Bad Mergentheim) ist ein deutscher Autor. Er lebt in Nürnberg.

## Leben
Denis Leifeld studierte Theater- und Medienwissenschaft, Psychologie und Neuere deutsche Literaturgeschichte in Erlangen. Er war Stipendiat der Studienstiftung des deutschen Volkes. Als Dramaturg und Regisseur war er für verschiedene Theater und Festivals tätig wie z. B. das Staatstheater Nürnberg, die Bayerischen Theatertage oder das Theater Baden-Baden. Für sein literarisches Schreiben erhielt Leifeld verschiedene Auszeichnungen und Stipendien – beispielsweise einen Förderpreis des Landes Baden-Württemberg für das Theaterstück Koffein, den Literaturpreis der Stadt Nürnberg für das Lyrikfragment Spektronisch oder das Literaturstipendium des Freistaats Bayern für den Theatertext Hirnblähung. Seit März 2018 leitet Leifeld als Geschäftsführer die Volkshochschule Unteres Pegnitztal.

## Werke (Auswahl)

### Theater
- Spektronisch (Uraufführung 2013: Wagonhalle Marburg)
- Hirnblähung (Urlesung 2016: Staatstheater Nürnberg)

### Prosa
- Spektronisch, Monolog, Wortlaut 19, Nürnberg 2013.
- Von Superfischen und Selbstversorgern, Erzählung, Wortlaut 21, Nürnberg 2015.
- Die fröhliche Geranie, Erzählung, Wortlaut 22, Nürnberg 2016.
- Pupillensturz, Szene/Lyrikfragment, Wortlaut 23, Nürnberg 2017.

## Auszeichnungen
- 2011 Nominierung Retzhofer Dramapreis[4]
- 2012 Förderpreis des Landes Baden-Württemberg[5]
- 2012 Preisträger „Keimzelle“-Wettbewerb für neue Theatertexte am Theater Freiburg[6]
- 2013 Literaturpreis der Stadt Nürnberg[7]
- 2013 Preisträger 10. Marburger Kurzdramenwettbewerb[8]
- 2014 Literaturstipendium des Freistaats Bayern[9]
- 2014 Einladung Autorenwochenende am Staatstheater Nürnberg[10]
- 2015 Einladung Interpretationssache 15 in Graz im Rahmen des Retzhofer Dramapreises[11]
- 2016 Teilnahme Autorenlabor am Staatstheater Nürnberg[12]
- 2016 Preisträger 21. Münchner Kurzgeschichtenwettbewerb[13]